# Tundraskapania
Tundraskapania (Scapania tundrae) är en levermossart som först beskrevs av H. Arn., och fick sitt nu gällande namn av Leopold von Buch. Tundraskapania ingår i släktet skapanior, och familjen Scapaniaceae. Arten är reproducerande i Sverige.